# Consorci Teledigital Bages-Berguedà-Solsonès
El Consorci Teledigital Bages/Berguedà/Solsonès es va constituir formalment pels ajuntaments d'Artés, Balsareny, Berga, Cardona, Gironella, Manresa, Navarcles, Navàs, Puig-reig, Sallent, Sant Fruitós de Bages, Sant Joan de Vilatorrada, Sant Vicenç de Castellet, Santpedor, Solsona i Súria, a més dels respectius consell comarcals durant l'estiu de 2009 amb l'objectiu de gestionar un canal de televisió públic.
Durant els seus inicis el consorci no tenia intenció de començar a emetre, almenys no a curt termini. Tot i això, la comissió executiva del consorci continuà treballant per valorar les possibilitats d'aprofitar la concessió en el futur. Finalment, al març de 2011 s'anuncià que s'iniciaren les emissions del canal BBS durant la tardor del mateix any però finalment després de la renúncia d'alguns municipis a continuar formant part del Consorci per les dificultats financeres i el cost econòmic excessiu que representa la posada en marxa del canal públic de TDT es liquidà el consorci en desembre de 2012.